# Vladimír Škoda
Vladimír Škoda (* 22. listopadu 1942 Praha) francouzský sochař, grafik a kreslíř českého původu.

## Život
Původním vzděláním soustružník-frézař. V roce 1967 se neúspěšně hlásil na Akademii výtvarných umění v Praze. V srpnu 1968 emigroval do Francie. Ve stejném roce získal stipendium na filozofické fakultě v Grenoblu a současně byl i posluchačem École des Arts Décoratifs. V roce 1969 studoval des Beaux Arts v Paříži u Georgese Jeanclose, Pierra Carrona, Roberta Couturiera. Jako profesor působil v institucích École d'Art v Le Havre a École d'Art v Marseille. Od roku 1991 vystavuje i v České republice.

## Dílo
Celoživotní inspirací a filozofií je badatelská činnost Jana Keplera. Fascinace kosmem se odráží ve většině tvorby, jejímž základem je paralela vesmíru. Na základě pocitů a prožitků z geometrie a matematiky formuje tvar kompozic. Divákům, tak umožňuje odhalit nezvyklé pohledy na vnitřní i vnější „svět“ vesmírného prostoru.

Základním materiálem je převážně kov. Pro dokonalost a originalitu používá i neobvyklé metody metalurgického zpracování. Nejoblíbenějším tvarem je koule, o nejrůznějších velikostech, ze kterých sestavuje nahodilé „vesmírné instalace“.

## Výstavy
- Konstelace, Rudolfinum, Praha (1995)
- Transparence, Itinéraires, FRAC Alsace, Bernstein (2004)
- Vladimir Skoda, Art Contemporain, Thiers (2005)
- Clément Borderie et Vladimir Skoda, Galerie municipale, Vitry-sur-Seine (2005)
- Specchio del Tempo, Spoleto Golf, Galleria civica d'Arte moderna, Basilica di S. Salvatore (2006)
- Le noir est une couleur, Fondation Maeght, Saint Paul de Vence (2006)
- Quatrième dimention/Čtvrtý rozměr, Národní galerie, Praha (2007)
- Miroirs du temps, Galerie AL/MA, Montpellier (2010)
- Parallèles dans l'espace-temps, Galerie Baudoin Lebon, Paříž (2011)
- Negativ – pozitiv, AP Atelier, Praha (2012)

## Společné výstavy
- Europäische dialog, Museum Bochum, Bochum (1991)
- Cosmos, Musée des Beaux Arts, Montreal (1999)
- Cosmos, Palazzo Grasi, Benátky(2000)
- La fin du livre, Institut franco-japonais, Tokio (2001)
- Fiac, Galerie Baduoin-Lebon, Paříž (2002)